# Richard Sinnott
Richard Oliver Sinnott (* 30. Juni 1947 in Wexford; † 3. Januar 2022 in Dublin) war ein irischer Politikwissenschaftler und Hochschullehrer.

## Leben und Wirken
Richard Sinnott studierte ab 1968 am University College Dublin Geschichte und Politikwissenschaft und erwarb dort den Bachelor- bzw. Masterdegree. Von 1972 bis 1974 setzte er seine akademische Ausbildung in den USA an der Georgetown University fort. Auf Grund seiner dortigen Forschungsarbeiten erwarb er an dieser Universität 1983 den Doktorgrad (Ph.D.). In Dublin arbeitete Sinnott von 1974 bis 1976 zunächst am Economic and Social Research Institute. Ab 1976 lehrte er dann Politikwissenschaft am University College Dublin, zunächst als wissenschaftlicher Assistent, später als Professor. Im Jahre 2012 trat er in den Ruhestand.
Auslandsaufenthalte führten ihn an die Harvard University, das Europäische Hochschulinstitut, die Universität Oxford und nach Tokio.
Richard Sinnott wurde zu einem Experten auf dem Gebiet der Wahlforschung und trat im Zusammenhang mit den Parlamentswahlen in Irland häufig im dortigen Fernsehen auf.
Im Jahre 2012 wurde der Mitglied der Royal Irish Academy.

## Veröffentlichungen (Auswahl)
- The electorate. In: Howard Rae Penniman (Hrsg.): Ireland at the polls. The Dáil elections of 1977 (= AEI studies, Bd. 198). American Enterprise Inst. for Public Policy Research, Washington, D.C. 1978, S. 35–67, ISBN 0-8447-3300-8.
- Interpretations of the Irish party system. In: European journal of political research, Bd. 12 (1984), S. 289–307.

- (Hrsg., mit Michael Gallagher): How Ireland voted 1989. Centre for the Study of Irish Elections, University College, Galway 1990, ISBN 0-9515731-0-1.

- (mit Carmel Coyle): Regional elites, regional "powerlessness" and European regional policy in Ireland. In: Robert Leonardi (Hrsg.): The regions and the European Community. The regional response to the single market in the underdeveloped areas. Cass, London 1993, S. 71–108, ISBN 0-7146-3460-3.

- Irish voters decide. Voting behaviour in elections and referendums since 1918. Manchester University Press, Manchester 1995, ISBN 0-7190-4037-X.
- (mit Oskar Niedermayer): Democratic legitimacy and the European Parliament. In: Oskar Niedermayer/Richard Sinnott (Hrsg.): Public opinion and internationalized governance. Oxford University Press, Oxford 1995, S. 277–308, ISBN 0-19-827958-2.
- European public opinion and security policy (= Chaillot Paper, Bd. 28). Institute for Security Studies of the WEU, Paris 1997.
- (mit Jean Blondel u. Palle Svensson): Representation and voter participation. In. European journal of political research, Bd. 32 (1997), S. 243–272.
- Party attachment in Europe. Methodolocial critique and substantive implications. In: British journal of political science, Bd. 28 (1998), S. 627–650.
- (mit Jean Blondel u. Palle Svensson): People and parliament in the European Union. Participation, democracy, and legitimacy. Clarendon Press, Oxford 1998, ISBN 0-19-829308-9.
- (mit Kevin H. O’Rourke): The determinants of individual trade policy preferences. International survey evidence. In: Brookings trade forum, Jg. 2001, S. 157–206.
- (mit Adrian Kavanagh, Gerald Mills): The geography of Irish voter turnout. A case study of the 2002 General Election. In: Irish geography, Bd. 37 (2004), S. 177–186.
- (mit John Garry, Michael Marsh): "Second-order" versus "Issue-voting" Effects in EU Referendums. Evidence from the Irish nice treaty referendums. In: European Union politics, Bd. 6 (2005), S. 201–221.
- Political culture and democratic consolidation in East and Southeast Asia. In: Ian Marsh (Hrsg.): Democratisation, governance and regionalism in east and southeast Asia. A comparative study. Routledge, London 2006, S. 19–48, ISBN 0-415-37623-8.
- (mit Kevin H. O’Rourke): The determinants of individual attitudes towards immigration. In: European journal of political science, Bd. 22 (2006), S. 838–861.
- (mit Tony Fahey, Bernadette C. Hayes): Conflict and consensus. A study of values and attitudes in the Republic of Ireland and Northern Ireland. Brill, Leiden 2006, ISBN 90-04-14584-2.
- (mit Kevin H. O’Rourke): Migration flows. Political economy of migration and the empirical challenges. In: Francois Bourguignon (Hrsg.): Economic integration and social responsability. World Bank, Washington, D.C. 2007, S. 91–119, ISBN 0-8213-6104-X.
- Identity, inequality and globalisation. In: Takashi Inoguchi (Hrsg.): Globalisation, public opinion and the state. Western Europe and East and Southeast Asia. Routledge, London 2008, S. 121–147, ISBN 0-415-39988-2.
- Determinants of mass attitudes to globalisation. In: Ebd., S. 223–253.